# Баклан Бугенвиля
Баклан Бугенвиля (лат. Leucocarbo bougainvilliorum) — вид птиц из семейства баклановых. Подвидов не выделяют. Видовое название дано в честь французского путешественника Луи Антуана де Бугенвиля (1729—1811). Важнейший производитель гуано. Для инков гуано бакланов было настолько важным, что у них существовало наказание в виде смертной казни за причинение вреда или беспокойства данным птицам.

## Описание
Баклан Бугенвиля достигает длины 71—76 см. Голова, шея и верхняя часть тела имеют блестящую, зеленовато-чёрную окраску, в то время как подбородок и нижняя часть тела белые. Узкая область голой оливково-зелёной кожи вокруг глаза, которая, в свою очередь, окружена более широкой областью голой красной кожи. Эта красная кожа имеет несколько оранжевый оттенок над глазом и несколько коричневатый за глазом.  Над глазами имеется пятно из белых перьев. Ноги розовые.

## Распространение
Баклан Бугенвиля распространён на западном побережье Южной Америки от Перу к югу.